# Kim loại Hà Lan

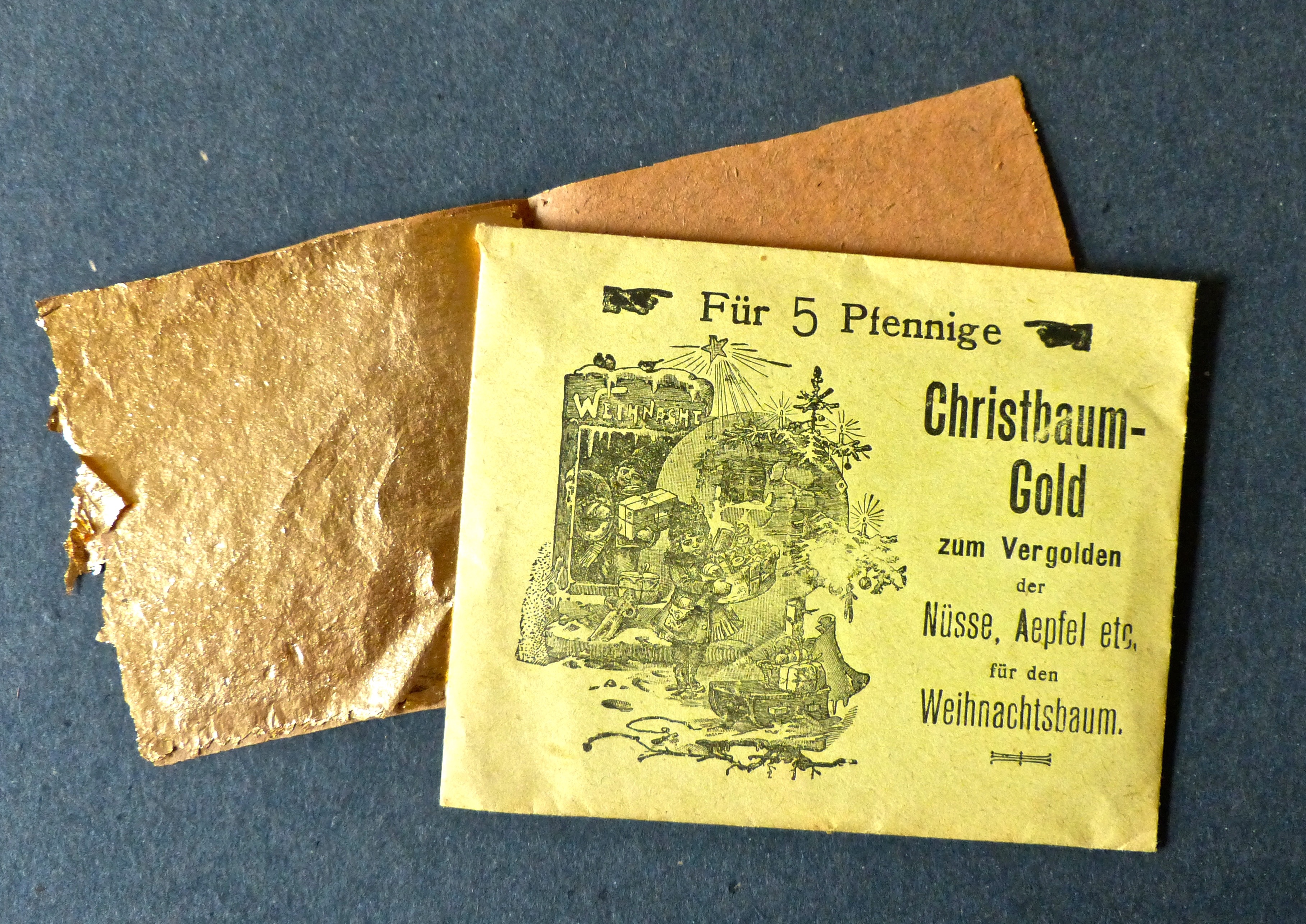
Một khối kim loại Hà Lan ở dạng lá, do Đức sản xuất đầu thế kỷ 20.

Kim loại Hà Lan là các lá kim loại làm từ đồng thau. Hợp kim này thông thường chứa 85-88% đồng và 12-15% kẽm, ban đầu có màu vàng và các tính chất quang học khác tương tự như vàng kim loại, nhưng nhanh chóng chuyển thành màu đen do bị oxi hóa. Nó cũng được biết đến với các tên gọi khác như "vàng quỳ giả", "vàng Hà Lan".
Hợp kim này rất dẻo và dễ uốn, vì thế nó có thể tán thành các tấm rất mỏng. Các tấm này được bán để sử dụng như là lá kim loại hoặc làm giả vàng quỳ. Bổ sung asen tạo ra hợp kim với các tính chất tương tự nhưng có màu trắng.
Để sản xuất kim loại Hà Lan, đồng thau được tẩy gỉ bề mặt rồi sau đó đem cán để có độ dày đạt tới 15–10 µm. Kỹ thuật dát kim loại Hà Lan (hay vàng quỳ giả) khác với kỹ thuật dát vàng quỳ ở chỗ các loại vàng quỳ giả chứa đồng nên với mục đích tạo thẩm mỹ trong thời gian dài thì nó phải được đánh vecni để chống oxi hóa. Lớp che phủ truyền thống của vàng quỳ giả là sơn cánh kiến, có thể được sử dụng như một lớp che phủ độc lập hay như lớp đầu tiên (lớp kết dính), tiếp theo là lớp che phủ bằng vecni bền hơn.
Vàng quỳ giả được sản xuất dưới dạng tờ rời và dạng tờ có thể can đồ lại (decan). Các tờ can đồ lại là tấm kim loại được cán hay ép áp lực lên giấy mỏng để dễ dàng cắt và can chuyển sang bề mặt được dán để tạo màu vàng. Tờ can đồ lại thường có dạng tấm vuông (thường 14 cm × 14 cm) hay ở dạng cuộn (bề rộng từ 1 đến 15 cm).

## Chợ đồ thần tiên Giáng sinh

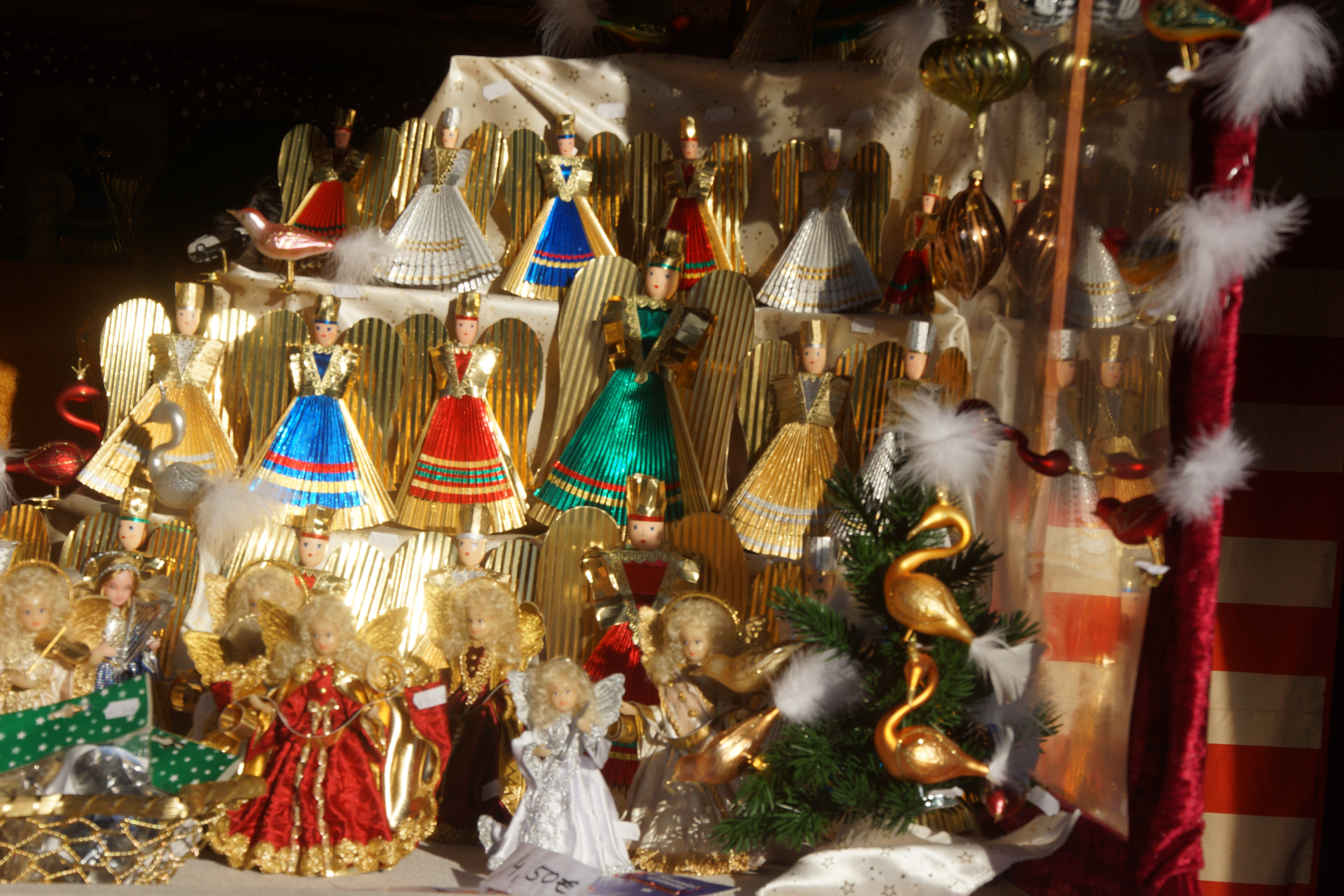
Đồ thần tiên tại chợ Giáng sinh Nürnberg năm 2019.

Chợ đồ thần tiên Giáng sinh với các đồ thần tiên trang trí bằng vàng quỳ giả nổi tiếng thế giới được tổ chức hàng năm trong Mùa Vọng ở Nürnberg, Đức. Tại đây, chợ Giáng sinh này được gọi là Christkindlesmarkt. Tuy nhiên, ngày nay các đồ thần tiên được trang trí chủ yếu bằng lá nhôm.